# Victoria Kparika Effiom
Victoria Kparika Effiom (* 8. Oktober 1996) ist eine nigerianische Leichtathletin, die sich auf den Speerwurf spezialisiert hat.

## Sportliche Laufbahn
Erste internationale Erfahrungen sammelte Victoria Kparika Effiom im Jahr 2024, als sie bei den Afrikaspielen in Accra mit einer Weite von 48,84 m den fünften Platz im Speerwurf belegte. Anschließend gelangte sie bei den Afrikameisterschaften in Douala mit 49,15 m ebenfalls auf Rang fünf.
In den Jahren 2023 und 2024 wurde Effiom nigerianische Meisterin im Speerwurf.